# Auguste Tolbecque
Auguste Tolbecque (ur. 30 marca 1830 w Paryżu, zm. 8 marca 1919 w Niort) – francuski wiolonczelista, kompozytor i budowniczy instrumentów muzycznych.

## Życiorys
Był synem skrzypka Auguste’a Josepha Tolbecque’a (1801–1869). Studiował w Konserwatorium Paryskim u Olive-Charliera Vaslina (wiolonczela) i Napoléona-Henri Rebera (harmonia), studia ukończył w 1849 roku z premier prix w grze na wiolonczeli. Początkowo występował w orkiestrze Grand Théâtre, w latach 1865–1871 wykładał w konserwatorium w Marsylii. Po powrocie do Paryża był członkiem Société des Concerts du Conservatoire, Quatuor Lamoureux i Quatuor Maurin. Camille Saint-Saëns zadedykował mu swój I Koncert wiolonczelowy a-moll (1872).
Kształcił się w zakresie budowy i renowacji instrumentów muzycznych u Victora Rambaux. Kolekcjonował i odnawiał stare instrumenty, m.in. szpinety, klawesyny, organy, lutnie i teorbany, których bogatą kolekcję zgromadził w swojej posiadłości Fort Foucault w Niort. Był pionierem w zakresie renowacji i rekonstrukcji instrumentów historycznych oraz odtworzenia ich autentycznego brzmienia, opierał się w swoich poszukiwaniach na analizie źródeł ikonograficznych z epoki.
Skomponował m.in. operę komiczną Après la valse (wyst. Niort 1894) oraz szereg utworów wiolonczelowych. Opublikował ponadto zbiór ćwiczeń na wiolonczelę La Gymnastique du violoncelle (Paryż 1875).
W 1909 roku został odznaczony Legią Honorową.